# 高畠亀太郎
高畠 亀太郎（たかばたけ かめたろう、1883年2月6日 - 1972年9月23日）は、日本の実業家・政治家、衆議院議員（2期）。画家の高畠華宵は弟。

## 生涯
小間物商と生糸商を営んでいた高畠和三郎の長男として愛媛県北宇和郡宇和島町裡町4丁目（現・愛媛県宇和島市）に生まれた。実業界・地方政界で活動した後、1937年に中央政界に入る。1939年の政友会分裂に際しては久原房之助や鳩山一郎らとともに正統派に所属した。政党解消後は翼賛議員同盟に所属し、1942年の第21回衆議院議員総選挙では翼賛政治体制協議会の推薦候補として立候補し当選。その後は翼賛政治会・大日本政治会に所属した。
戦後は旧日政会系の日本進歩党の結党に参加したが、日政会を母胎にしたとはいえ進歩党所属議員の大半は政党解消以前は立憲民政党・政友会革新派・政友会統一派に所属しており、政友会正統派に所属していた議員で進歩党結党に参加した者は高畠以外では中井一夫・西川貞一・依光好秋・猪野毛利栄・三善信房・綾部健太郎の6名のみである。また高畠と同じく戦前政友会正統派に所属していた三土忠造は進歩党と連携し、進歩党が与党となった幣原内閣にも入閣したが、進歩党の結党自体には参加しなかった。
翼賛選挙で推薦候補だったため1946年に公職追放され、政界から引退した。
1972年9月23日、直腸癌のため宇和島市立病院で死去。

### 日記
- 『高畠亀太郎日記』愛媛新聞社（全6巻）、1999年-2004年

没後20数年経て公刊。高畠は1897年1月から亡くなる直前まで日記をつけていた。

## 略歴
- 1883年2月6日：高畠和三郎・千代夫妻の長男として生まれる[2]。
- 1889年6月：宇和島町立宇和島尋常小学校に入学[2]。
- 1893年：3月に尋常小学校を首席で卒業し、4月に宇和島町立宇和島高等小学校に入学[2]。
- 1897年3月：宇和島高等小学校を首席で卒業し、父・和三郎の事業を手伝う[2]。
- 1901年1月3日：宇和島実業青年会（後の宇和島商工会、現・宇和島商工会議所になる）の設立に伴い、同会に参加[2]。
- 1902年9月：実業青年会の機関紙『実業青年』が創刊、その編集を1903年5月の廃刊まで担当[2]。
- 1904年9月：父・和三郎が死去（40歳）。父の事業を引き継ぐ[2]。
- 1908年：この年より早稲田大学の通信教育を受ける。同年には中学程度の商業講義を、翌年には保険、海運、鉄道、民法等の講義を、翌々年には政治経済学科の講義を学ぶ[2]。
- 1911年1月：宇和島町会議員選挙に立憲国民党公認で立候補し、初当選[2]。
- 1915年6月：生糸商をやめ、北宇和郡八幡村中間（現・宇和島市伊吹町）にて新しく製糸業を始める[2]。
- 1919年9月：国民党公認で県会議員選挙に立候補し、初当選。県議当選後も町議と兼務。後に政友会に入党[2]。
- 1921年：宇和島町の市制施行に伴い、最初の市会議員選挙が行われ当選。市議当選後も県議と兼務[2]。
- 1927年：愛媛県製糸同業組合第3区支部長に就任[2]。
- 1932年：愛媛県製糸業組合長に就任[2]。
- 1937年：第20回衆議院議員総選挙に政友会公認で立候補し初当選。
- 1939年：宇和島市長に就任。その後も代議士と市長を兼務。政友会の分裂に伴い正統派に所属。
- 1942年：第21回衆議院議員総選挙に翼賛政治体制協議会の推薦候補として立候補し2度目の当選。
- 1945年：進歩党の結党に参加。
- 1946年：公職追放。